# Alberto Mutcheca
Alberto Mutcheca, também conhecido como Alberto Mucheca (Mondeane, Chibuto, 1 de janeiro de 1946 - Maputo, 1 de janeiro de 2023) foi um músico e cantor moçambicano, que se notabilizou no estilo marrabenta.

## Biografia
Nasceu num meio rural e foi pastor em jovem tendo construido a sua primeira viola de lata quando tinha 10 anos de idade. Começou a actuar e gravar na década de 1970, trabalhando, ao mesmo tempo, como empregado comercial. A sua primeira gravação foi realizada em 1972, no Estúdio 1001,
Gravou vários álbuns, entre os quais se destacam Admira, Djhani Champion e Xitumbelela e CDs, o últimos dos quais África pouco antes de falecer. Participou no Projecto Mabulu juntamente com outros nomes importantes da música moçambicana.